# Conus optabilis
Conus optabilis é uma espécie de gastrópode do gênero Conus, pertencente a família Conidae.